# Conus cedonulli
Conus cedonulli (nomeada, em inglês, Matchless Cone; com a denominação matchless, traduzida para o português, significando "incomparável", "sem par", "sem rival" ou "sem igual") é uma espécie de molusco gastrópode marinho predador do gênero Conus, pertencente à família Conidae da ordem Neogastropoda. Foi classificada por Carolus Linnaeus em 1767, descrita em sua obra Systema Naturae; chegando a classificá-la como uma variedade de Conus ammiralisː Conus ammiralis var. cedonulli. É endêmica das Bahamas e do mar do Caribe, da zona nerítica entre 2 até os 50 metros de profundidade. Esta concha era conhecida pela maioria dos colecionadores do século XVIII apenas por meio de ilustrações em livros, sendo uma espécie muito apreciada.

## Descrição da concha
Conus cedonulli possui uma concha cônica, espessa e pesada, com uma espiral moderadamente alta; com no máximo 7.8 centímetros de comprimento e de coloração geral castanha ou alaranjada com marcações irregulares brancas e atravessadas por diversas faixas estreitas, mais escuras, com inúmeras pontuações mais claras, o que a torna extremamente atraente. Abertura estreita, dotada de lábio externo fino e interior branco, com opérculo córneo diminuto.

## Distribuição geográfica
Esta espécie é encontrada das Bahamas ao mar do Caribe, nas Pequenas Antilhas, especialmente em Santa Lúcia, São Vicente e Granadinas, Barbados e Granada, e na Venezuela.